# Аріф (оперета)
Аріф (Прийом Аріфа) — оперета Тиграна Чухаджяна. Перша оперета в музичній історії Сходу. Автор лібрето Геворг Рштуні.

## Історія створення

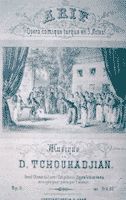
Афіша оперети «Аріф», XIX століття

Оперета написана в 1872 році, вперше поставлена в тому ж році в театрі Акопа Вардовяна. Лібрето  турецькою мовою.

В 1872 році, після прем'єри оперети «Аріф» видатний турецький поет і журналіст Намик Кемаль писав у газеті «Ібрет»:
Це — перша робота на нашій оперній мові. Його будова красива і його музика прекрасна. Турецька мова підходить для музичних творів. Композиції придана форма яка відповідає його ліриці. Ми вдячні Гюллу Агоп — засновнику оттоманського театру, авторів лірики та музики оперети Альберто і Тиграну Чухаджяну за їхні зусилля а також акторам за майстерну постановку. — Намик Кемаль